# Equus quagga chapmani
La cebra de Chapman (Equus quagga chapmani) es una subespecie de la cebra de llanura o cebra común (Equus quagga) se distribuye por Kenia hasta Sudáfrica en la sabana, África.

## Características
Se caracteriza por presentar rayas negras y blancas, con rayas en las patas poco marcadas que no llegan a la pezuña. Como en todas las cebras, el rayado de cada individuo es distinto. Esta característica es usada para identificar a los individuos.

## Comportamiento
Como casi todas las cebras, son gregarias y sociables, viven en grupos formados por el macho, alrededor de diez hembras y las crías. Realizan migraciones para encontrar alimento en la estación seca, formándose un gran rebaño de cebras.

## Hábitat
Vive en la sabana africana, desde Etiopía hasta Angola, Namibia y Sudáfrica.

## Reproducción
Normalmente, alcanza la madurez sexual a los tres años. Entonces, estará lista para aparearse. La gestación dura 12 meses. La hembra pare 1 cría, que pesa alrededor de 30 kg a la hora de nacer. En la época de cría, se dan peleas entre los machos por el control de las hembras.

## Peligros
Sus principales depredadores son los leones y las hienas. También pueden ser devoradas por los cocodrilos al cruzar ríos.